# Pato (distrikt)
Pato (persiska: پاتو), eller Wuluswali-ye Pato (ولسوالی پاتو), blev ett eget distrikt i centrala Afghanistan år 2018, då det knoppades av från distriktet Gizab och blev en del av provinsen Daykondi.
Efter talibanernas maktövertagande sommaren 2021 lär Pato åter ha inkorporerats i Gizabdistriktet, som i samband med det också bytte provinstillhörighet från Uruzgan till Daykondi. Information angående hur indelningen ser ut varierar dock beroende på källa. Till exempel redovisar NSIA (National Statistics and Information Authority) Pato som ett provisoriskt distrikt i Daykondi, med uppskattningsvis omkring 41 000 invånare år 2022, medan Gizab fortfarande betecknas som en del av Uruzgan.